# ニュルンベルク国際玩具見本市
ニュルンベルク国際玩具見本市 (Spielwarenmesse International Toy Fair Nürnberg)  は世界最大の国際的な玩具、模型、ゲームの商談会である。日本では「ニュルンベルク トイフェア」、「ニュルンベルク トイメッセ」などとも呼称される。

## 概要
1950年からドイツのニュルンベルクで毎年2月に開催される。入場は業界関係者と記者、または招待客に限られている。週末に会場のごく一部(主に模型関連)が一般入場可能となることもある。見本市の開場は現役のバイエルン州の州首相によって行われる。見本市の主催者はドイツ・ニュルンベルクのSpielwarenmesse eGという会社である。

## 歴史
第二次世界大戦後の第1回ドイツ玩具専門見本市（Deutsche Spielwarenfachmesse）は1950年玩具産業委員会より開催された。1950年3月12 - 18日、351社の出展者が三千平方メートルの見本市で出品していた。入場者は4,321人であった。こうした成功で46人の玩具製作者は同年開催者としてSpielwarenmesse eGを確立した。
1951年、見本市のロゴが改変された。第1回の見本市ではニュルンベルク城府の塔を借用してひとつの塔が利用されていた。新しいロゴとして木馬に乗った塔がいくつかのバリエーションで今まで使われている。
1958年、見本市が国際化された。その際、見本市の名前も改名された。新しい名前はニュルンベルク国際玩具見本市 (Internationale Spielwarenmesse Nürnberg) であった。
1973年、見本市が新築のニュルンベルク・メッセに移動した。そのため、展示面積が3万5千平米より5万2千平米に拡充した。
1997年、見本市の名前が今も使われているバージョンに改名された。その名前はSpielwarenmesse International Toy Fair Nürnberg。
2009年は見本市の60年祭が行われた。60回出品した会社も44社参加していた。
2010年の見本市は、63カ国より約2700社の出展があり、104カ国より76,637人以上の専門業者・バイヤーが来場した。

## 出展されている製品
毎年、見本市で約100万点の製品が出品され、そのうち約7万点が新製品である。見本市が12種類の商品分野に区分されている (2010年現在)。
- プラモデル、ラジコン、ホビー
- 鉄道模型、鉄道模型用品
- メカニックおよび電子玩具、知育玩具、アクション玩具
- 人形、ぬいぐるみ、ベビー用品
- テレビゲーム、書籍、学習と実験、マルチメディア
- パーティー用品、季節用品、カーニバル用品
- 木製玩具と工芸品、ギフト用品
- 絵具、工芸、手芸用品
- スポーツ、レジャー、アウトドア用品
- 学用品、文具
- 乳児・幼児用品
- マルチセクターグループ